# Бейкер, Джулиус
Джулиус Бейкер (англ. Julius Baker; 23 сентября 1915, Кливленд — 6 августа 2003) — американский флейтист и музыкальный педагог. Сын эмигранта из России.
Учился в Кёртисовском институте у Уильяма Кинкейда, занимался также у Марселя Табюто. После окончания института в 1937 г. вернулся в Кливленд, до 1941 г. играл в Кливлендском оркестре. В 1941—1943 гг. был первой флейтой Питсбургского симфонического оркестра, затем переехал в Нью-Йорк и выступал в составе Колумбийского симфонического оркестра — коллектива, собранного из музыкантов различных оркестров для аудиозаписей фирмы Columbia Records. В 1951—1953 гг. в Чикагском симфоническом оркестре, затем на протяжении почти 30 лет в Нью-Йоркском филармоническом оркестре.
Преподавал в разное время в Кёртисовском институте и в Джульярдской школе. Среди учеников Бейкера — Евгения Цукерман, Пола Робисон, Джин Бакстрессер, Марина Пиччинини и другие видные американские флейтисты.
В молодости Бейкер был также блестящим знатоком радиотехники и звукозаписывающей аппаратуры — настолько, что в конце 1940-х гг. создал у себя дома звукозаписывающую компанию «The Oxford Recording Company», выпустившую ряд его собственных записей.